# A1 Team India
Het A1 Team India was een Indiaas raceteam dat deelnam aan de A1 Grand Prix.
Eigenaar van het team was Yohann Sethna. De wagen van was gespoten in de sportkleur van India, blauw.
De belangrijkste coureur van het team, Narain Karthikeyan wist de enige twee overwinningen te boeken. In het derde seizoen behaalde het team het beste resultaat in een kampioenschap, de tiende plaats.

## Coureurs
De volgende coureurs hebben gereden voor India, met tussen haakjes het aantal races.
- Narain Karthikeyan (40, waarvan 2 overwinningen)
- Armaan Ebrahim (22)
- Parthiva Sureshwaren (4)
- Karun Chandhok (4)